# Conde da Ilha do Príncipe
Conde da Ilha do Príncipe foi um título nobiliárquico criado por D. Felipe IV de Espanha (III de Portugal), por carta de 4 de fevereiro de 1640, a favor de Luís Carneiro de Sousa. Os condes da Ilha do Príncipe destacam-se por terem sido donatários da Capitania de São Vicente. O título foi extinto da figura do quinto conde, tendo em vista que seu antecessor morrera sem deixar herdeiros.
Titulares
1. Luís Carneiro de Sousa (1610- 1679);
2. Francisco Carneiro de Sousa (1640–1708), filho do anterior;
3. António Carneiro de Sousa (1680–1724), filho do anterior;
4. Francisco Carneiro de Sousa (1709–1731), filho do anterior, morreu sem geração;
5. Carlos Carneiro de Sousa e Faro, 1.º conde de Lumiares (1710–1775), irmão do anterior.